# Nižné Bystré pleso
Nižné Bystré pleso (nebo Dolné Bystré pleso) je jezero v Bystré dolině v Západních Tatrách na Slovensku. Má rozlohu 0,232 ha a je 80 m dlouhé a 38 m široké. Dosahuje maximální hloubky 0,5 m.. Leží v nadmořské výšce 1837 m.

## Okolí
nachází se v horní části doliny na plošině, po které východně od plesa prochází žlutá turistická značka. Okolo plesa se nachází travnatá plocha a porosty kosodřeviny. Za plesem je dobře patrný val čelní morény.

## Vodní režim
Z jezera odtéká potok Bystrá, který se v době, kdy jezero vysychá, objevuje až níže v údolí. Náleží k povodí Váhu.

## Přístup
Pleso je přístupné pěšky v období od 16. června do 31. října.
- po  žluté turistické značce z rozcestí Hrdovo, která dále pokračuje na Bystrou.